# مارتي كونراد
مارتي كونراد (بالإنجليزية: Marty Conrad)‏ هو لاعب كرة قدم أمريكية أمريكي، ولد في 30 نوفمبر 1895 في هارتفورد في الولايات المتحدة، وتوفي في 1 يوليو 1942.

## وصلات خارجية
- مارتي كونراد على موقع مرجع كرة القدم المحترفة.كوم (الإنجليزية)